# Helga Schmid (Diplomatin)

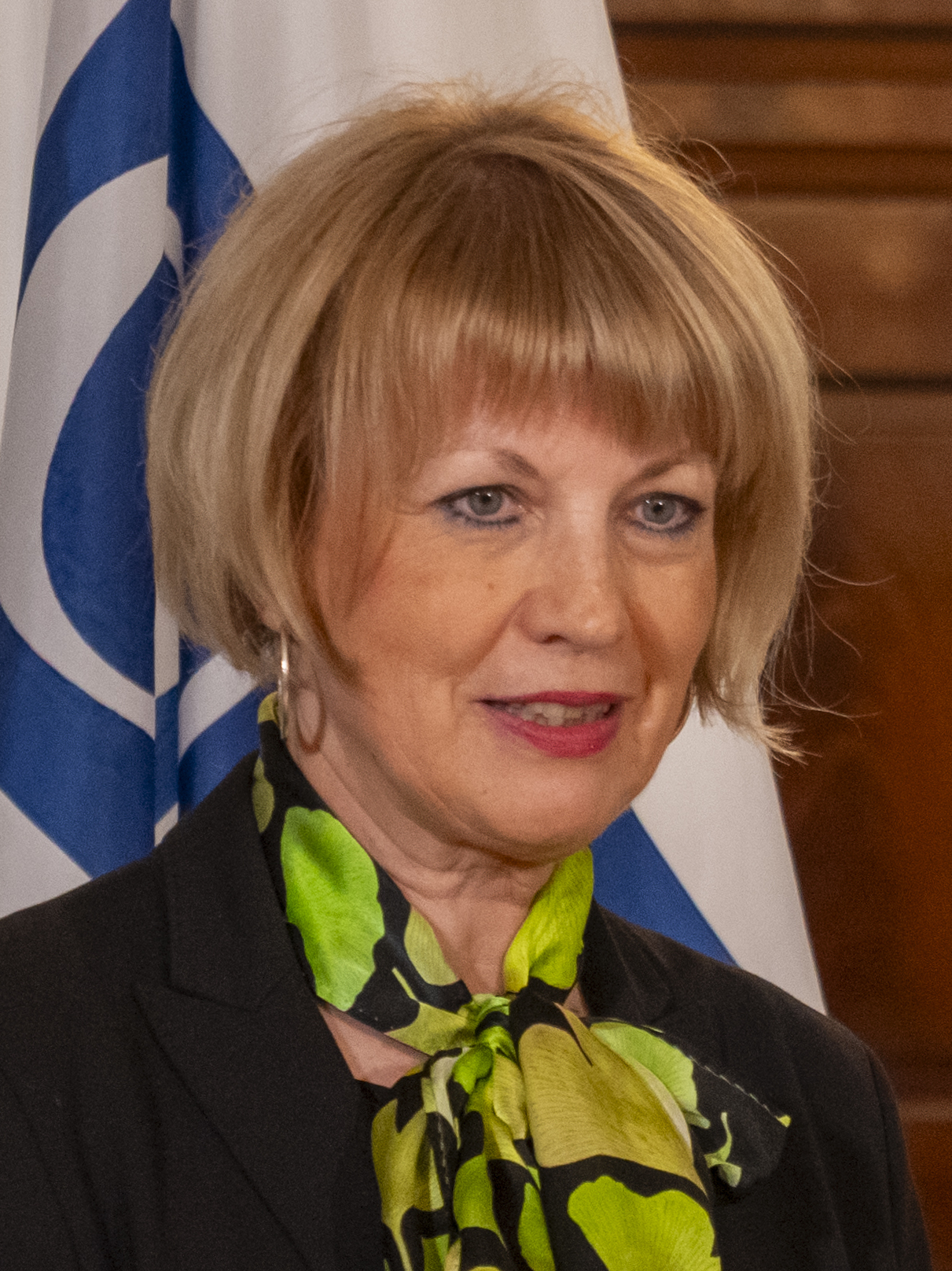
Helga Schmid (2017)

Helga Maria Schmid (* 8. Dezember 1960 in Dachau) ist eine deutsche Diplomatin. Von 2021 bis 2024 war sie Generalsekretärin der Organisation für Sicherheit und Zusammenarbeit in Europa (OSZE). Zuvor war Schmid unter anderem Generalsekretärin des Europäischen Auswärtigen Dienstes (EAD).

## Studium und Ausbildung
Nach dem Abitur studierte Schmid von 1980 bis 1987 Romanische Sprachen, Literatur, Geschichte und Politik an der Ludwig-Maximilians-Universität München und der Universität Paris-Sorbonne. Sie schloss das Studium als Magister Artium ab.

## Laufbahn und außenpolitische Rolle
1988 trat Schmid in den Auswärtigen Dienst ein und absolvierte bis 1990 die Diplomatenausbildung. In den folgenden Jahren war sie unter anderem als Pressereferentin in der Deutschen Botschaft in Washington, D.C. tätig. Von 1994 bis 1998 arbeitete Schmid als Referentin im Büro von Außenminister Klaus Kinkel (FDP). Die gleiche Funktion hatte sie von 1998 bis 2000 bei Außenminister Joschka Fischer (Grüne) inne.
Zwischen 2000 und 2005 folgten verschiedene Führungspositionen in der Zentrale des Auswärtigen Amts in Berlin. Darunter war sie von 2003 bis 2005 Leiterin des Ministerbüros, bis sie im Jahr 2006 Direktorin der Strategieplanungs- und Frühwarneinheit (Policy Unit) des Hohen Vertreters für die Gemeinsame Außen- und Sicherheitspolitik, Javier Solana, im Generalsekretariat des Rates der Europäischen Union in Brüssel wurde. Diese Funktion bekleidete sie bis 2010.
Nach Gründung des Europäischen Auswärtigen Dienstes wurde Schmid 2010 stellvertretende Generalsekretärin für politische Fragen und Politische Direktorin des EAD. In dieser Funktion war sie an den Verhandlungen mit dem Iran über dessen Atomprogramm beteiligt. Ihre Aufgabe bestand darin, mit Abbas Araghtschi (damals Vize für Außenpolitik und internationale Sicherheit des Generalsekretärs des Hohen Rates für Nationale Sicherheit Irans) zu verhandeln und somit die Gespräche auf nächsthöherer Ebene, die vorerst noch auf technischer Ebene erfolgten, fortzuführen.
Im Zuge diplomatischer Bemühungen um eine Lösung der Krise in der Ukraine wurden Anfang Februar 2014 kritische, offenbar abgehörte Äußerungen Schmids über die Politik der USA bekannt, nachdem deren Diplomatin Victoria Nuland durch die ebenfalls abgehörte Äußerung „Fuck the EU“ in die Schlagzeilen geraten war. „Die Amerikaner gehen ein bisschen herum und erzählen, dass wir zu weich sind, während sie stärker sind und auf Sanktionen gehen“, sagte Schmid demnach zu Jan Tombiński, dem EU-Botschafter in Kiew. Das Vorgehen der Amerikaner sei „wirklich sehr unfair“.
Bei den Aushandlungen um die Atomvereinbarung der EU-3+3 mit dem Iran, die 2015 erfolgreich abgeschlossen wurden, spielte Schmid eine zentrale Rolle. Sie gilt als Hauptautorin des 100-Seiten-Vertrages (Joint Comprehensive Plan of Action) und diejenige, die den genauen Wortlaut des Textes Schritt für Schritt mit dem späteren Präsidenten Hassan Rohani verhandelt hatte, der damals der iranische Chefunterhändler im Atomstreit war.
Im September 2016 wurde Helga Schmid Generalsekretärin des EAD und erste Frau an der Spitze des Dienstes. 
Am 2. Dezember 2020 wurde sie auf Vorschlag der Botschafter der 57 OSZE-Mitgliedsstaaten in einer internen Sitzung im Rahmen eines vom albanischen OSZE-Vorsitz vorgeschlagenen Personalpakets zur Generalsekretärin der OSZE gewählt. Der formelle Beschluss wurde vom OSZE-Ministerrat am 4. Dezember 2020 gefällt. Dieses Amt hatte sie bis September 2024 inne.
Im Juli 2024 wurde sie von der deutschen Bundesregierung als Präsidentin der 80. UN-Generalversammlung nominiert. Im März 2025 wurde an ihrer Stelle die scheidende Außenministerin Annalena Baerbock nominiert.
Schmid ist Vizepräsidentin des Stiftungsrates der Stiftung Münchner Sicherheitskonferenz.

## Auszeichnungen
Im Jahr 2009 erhielt Helga Schmid die Medaille für besondere Verdienste um Bayern in einem Vereinten Europa. Im November 2015 verlieh Bundesaußenminister Frank-Walter Steinmeier ihr das Bundesverdienstkreuz I. Klasse, im Januar 2017 erhielt sie die Manfred-Wörner-Medaille.